# Регрессия прошлой жизни
Регрессия прошлой жизни (англ. Past life regression, PLR) — псевдонаучная техника использования гипноза для обнаружения того, что практикующие эту технику считают воспоминаниями людей о прошлых жизнях или реинкарнациях. Используется в парапсихологии в связи с попытками подтвердить гипотезу существования феномена реинкарнации.
Техника включает специальную серию вопросов к человеку, находящемуся в состоянии гипноза, для обнаружения и идентификации событий, произошедших в предполагаемой прошлой жизни. Многие пациенты якобы оказываются способными к такого рода «воспоминаниям» (также и к «воспоминаниям» о «будущих жизнях»), однако в памяти таких людей содержатся сведения лишь из их собственной жизни, либо их воспоминания являются плодом фантазии, конфабуляции, преднамеренных или непреднамеренных внушений гипнотерапевта. Современной наукой категорически отвергается как возможность воспоминаний о реальных прошлых жизнях, так и существование феномена реинкарнации. Специалистами в области психического здоровья техника регрессии прошлых жизней признана дискредитированной практикой.

## Применение
- Отдельные психотерапевты[11] утверждают, что в большинстве случаев причинами проблем текущей жизни являются травматические воспоминания из предыдущей. Пациента вводят в состояние гипноза и дают ему вновь пройти эти эмоциональные переживания, осознать и тем самым снять их напряжённость. Однако, согласно исследованиям, эта модель не имеет под собой эмпирических оснований[12]. Было показано, что пациенты «вспоминают» те события из предполагаемых прошлых жизней, которые никогда не происходили[13]. В среде профессиональных психологов считается неэтичным и негуманным подвергать человека травматическим воспоминаниям с целью исследовать его память[14][15] .
- Регрессивный гипноз или регрессивный самогипноз в последнее время зачастую используется как инструмент «личностного роста» в различных тренингах эзотерической направленности.
- Методы регрессивного гипноза применяются в исследованиях реинкарнации — религиозной и парапсихологической концепции о перевоплощении после смерти в новое тело некой бессмертной сущности человека[8], свойственной представлениям индуизма, буддизма, нью-эйджа, спиритизма, теософии, антропософии и др.

Существует гипнотерапевтическая методика, позволяющая раскрывать источник «воспоминаний» о прошлых жизнях. После того, как пациент под гипнозом «вспоминал» свою «прошлую жизнь», его приводят в бодрствующее состояние, знакомят с полученной информацией, а затем опять под гипнозом просят назвать её источник. С помощью этой методики удалось найти рациональное объяснение нескольким совершенно удивительным случаям воспоминаний о прошлых жизнях.

## Критика
Самое очевидное возражение гипотезе о существовании «прошлых жизней» состоит в том, что нет никаких доказательств наличия физического процесса, посредством которого индивидуальность могла бы пережить смерть и переместиться в другое тело. Некоторые из сторонников этой гипотезы предложили объяснения с помощью квантовой механики, критики отвергли такие объяснения как основанные на некорректных или псевдонаучных интерпретациях. Пол Куртц отмечал, что Мелвин Харрис проанализировав записи Блоксома пришёл к выводу о том, что «воспоминания» Джейн Эванс не являются доказательством реинкарнации и вполне могут быть объяснены в рамках криптомнезии. К такому же выводу пришли в отношении Брайди Мёрфи клинический профессор психиатрии и поведенческих наук Школы медицины и наук о здоровье Университета Джорджа Вашингтона Мелвин Гравитц, а также профессор неврологии Университета Пейса и адъюнкт-профессор неврологии Нью-Йоркского медицинского колледжа Теренс Хайнс.
Возможность «видеть» прошлые жизни проявляется не у всех людей. Главным образом данный феномен наблюдается у людей с развитым воображением, зачастую предрасположенных верить в существование реинкарнации. Критики «регрессии прошлой жизни» считают, что такого рода память может быть объяснена как результат воображения, иллюзии, внушения или вызвана искажёнными или ложными воспоминаниями. По мнению психолога Николаса Спаноса, регрессивный гипноз лишь косвенно влияет на поведение, изменяя субъективные мотивации, ожидания и интерпретации. В поведении находящегося под таким гипнозом нет ничего общего с трансом, бессознательным состоянием и доступом к прошлым жизням.
Хотя практикующие «регрессию прошлой жизни» терапевты полагают свою технику безвредной, критики считают, что создание иллюзий у пациентов может быть весьма опасным и разрушительным для личности, эти иллюзии могут привести к повышенной уязвимости, нарушению семейных связей и другим негативным последствиям. Известны случаи серьёзного психологического ущерба, нанесённого в процессе сессий «регрессивного» гипноза. В результате изучения таких случаев, к примеру, Министерство здравоохранения Израиля запретило в стране практику «регрессии прошлой жизни» для официально практикующих гипнотерапевтов.

### Критическая литература
- Baker R. A. The Aliens Among Us: Hypnotic Regression Revisited // The Skeptical Inquirer, Winter 1987-88.
- Baker R. A. They Call It Hypnosis. Buffalo, N.Y.: Prometheus Books[англ.], 1990.
- Baker R. A. Hidden Memories: Voices and Visions From Within. Buffalo, N.Y.: Prometheus Books[англ.], 1996. — 390 p.
- Harris M.[англ.] Investigating the Unexplained. Buffalo, N.Y.: Prometheus Books[англ.], 2003 (главы 16-18 касаются реинкарнации и регрессии прошлой жизни).
- Spanos N. Past-life Hypnotic Regression: A Critical View // Skeptical Inquirer 12, no.2 (Winter 1987-88) pp.174-180.